# اوبری موریس
اوبری موریس (انگلیسی: Aubrey Morris؛ ۱ ژوئن ۱۹۲۶ – ۱۵ ژوئیهٔ ۲۰۱۵) یک هنرپیشه اهل بریتانیا بود.
از فیلم‌ها یا برنامه‌های تلویزیونی که وی در آن نقش داشته است می‌توان به پرتقال کوکی، رایلی، تک‌خال جاسوس‌ها، مرد حصیری، اس‌اواس. تایتانیک، یک مادر برای کریسمس، بلوز آکسفورد و عشق و مرگ اشاره کرد.